# Ampelopsis vitifolia
Ampelopsis vitifolia är en vinväxtart. Ampelopsis vitifolia ingår i släktet Ampelopsis och familjen vinväxter.

## Underarter
Arten delas in i följande underarter:
- A. v. hazarganjiensis
- A. v. vitifolia